# Kŏn’guk
Kŏn'guk (kor. 건국역, pol. Założenie) – stacja linii Hyŏksin, systemu metra znajdującego się w stolicy Korei Północnej, Pjongjangu. Stacja została otwarta 9 września 1978.